# Стотхарт, Герберт
Герберт Стотхарт (также Херберт Штотгарт, Штотхарт, Штотхард, Штозарт, Стотарт, Стозарт) (англ. Herbert Stothart, 11 сентября 1885, Милуоки, США — 1 февраля 1949) — американский композитор, аранжировщик, автор песен, дирижёр; лауреат премии «Оскар».

## Биография
Герберт Стотхарт родился в городе Милуоки, штат Висконсин. Он изучал музыку в Европе и университете Висконсин-Мадисон, где позже преподавал.
Первым Стотхарта заметил продюсер Артур Хаммерстайн, пригласив композитора быть художественным руководителем гастролей бродвейских шоу. Вскоре он уже писал музыку для племянника Хаммерстайна Оскара.
Он сочинил часть музыки к известной в то время оперетте «Роз-Мари». Вскоре он присоединился к коллективу известных авторов оперетт и мюзиклов, среди них Винсент Юманс, Джордж Гершвин и Франц Легар.
В 1929 году Стотхарт подписал контракт с Луисом Майером в Голливуде, проработав в «MGM Studios» последние двадцать лет своей жизни.
Он был девять раз номинирован на «Оскар», став один раз лауреатом за адаптацию музыки к фильму «Волшебник страны Оз».
Кроме музыки к фильмам, Стотхард сочинял музыку к песням. Русскому зрителю Герберт Стотхарт известен прежде всего песней «I Wanna Be Loved By You» в исполнении Мэрилин Монро из фильма «В джазе только девушки».
Стотхарт скончался в возрасте 63 лет в Лос-Анджелесе.

## Личная жизнь
Супруга — Мэри Вулф, двое детей

## Признание

### Премия «Оскар» за лучшую музыку к фильму(номинации)
Саундтрек к драматическому или комедийному фильму
- 1946: Долина решимости (1945).
- 1945: Кисмет / Kismet (1944).
- 1944: Мадам Кюри (1943).
- 1943: Тысяча приветствий (1942).

Саундтрек к музыкальному фильму
- 1943: Случайная жатва (1943).
- 1942: Шоколадный солдат (1941) Shared with: Bronislau Kaper

Лучший оригинальный саундтрек
- 1941: Мост Ватерлоо (1940).
- 1940: Волшебник страны Оз / (1939) победа
- 1939: Мария-Антуанетта (1938).

Лучший саундтрек
- 1939: Sweethearts (1938).

## Фильмография
| - 1948: Родные холмы / Hills of Home - 1948: Три мушкетёра / The Three Musketeers - 1948: Three Daring Daughters - 1947: If Winter Comes - 1947: Desire Me - 1947: The Unfinished Dance - 1947: High Barbaree - 1947: Undercover Maisie - 1947: Море травы / The Sea of Grass - 1947: Могучий Макгурк / The Mighty McGurk - 1946: Оленёнок / The Yearling - 1946: Undercurrent - 1946: Musical Masterpieces - 1946: Юные годы / The Green Years - 1945: Adventure - 1945: They Were Expendable - 1945: Поднять якоря / Anchors Aweigh - 1945: Долина решимости / The Valley of Decision - 1945: Сын Лесси / Son of Lassie - 1945: Портрет Дориана Грея / The Picture of Dorian Gray - 1944: Национальный бархат / National Velvet - 1944: Тридцать секунд над Токио / Thirty Seconds Over Tokyo - 1944: Lost in a Harem - 1944: Oriental Dream - 1944: Семя дракона / Dragon Seed - 1944: Белые скалы Дувра / The White Cliffs of Dover - 1944: Песнь о России / Song of Russia - 1943: Парень по имени Джо / A Guy Named Joe - 1943: Мадам Кюри / Madame Curie - 1943: Сумасшедший дом / Crazy House - 1943: Thousands Cheer - 1943: Three Hearts for Julia - 1943: Человеческая комедия / The Human Comedy - 1943: Combat America - 1942: Tennessee Johnson - 1942: Случайная жатва / Random Harvest - 1942: Каир / Cairo - 1942: Pierre of the Plains - 1942: I Married an Angel - 1942: Амурные истории Марты / The Affairs of Martha - 1942: Миссис Минивер / Mrs. Miniver - 1942: Приключения Тарзана в Нью-Йорке / Tarzan’s New York Adventure - 1942: Рио-Рита / Rio Rita - 1941: Улыбка вопреки / Smilin' Through - 1941: Шоколадный солдат / The Chocolate Soldier - 1941: Они встретились в Бомбее / They Met in Bombay - 1941: Цветы в пыли / Blossoms in the Dust - 1941: Ziegfeld Girl - 1941: Men of Boys Town - 1941: Andy Hardy’s Private Secretary - 1941: Come Live with Me - 1940: Bitter Sweet - 1940: Гордость и предубеждение / Pride and Prejudice - 1940: Новолуние / New Moon - 1940: Сьюзен и бог / Susan and God - 1940: Мост Ватерлоо / Waterloo Bridge - 1940: Зрелость Эдисона / Edison, the Man - 1940: Северо-Западный проход / Northwest Passage - 1939: Балалайка / Balalaika - 1939: Henry Goes Arizona - 1939: Волшебник страны Оз / The Wizard of Oz - 1939: Broadway Serenade - 1939: Восторг идиота / Idiot’s Delight - 1938: Happy Day - 1938: Мария-Антуанетта / Marie Antoinette - 1938: Девушка с Запада / The Girl of the Golden West - 1938: Приключения Тома Сойера / The Adventures of Tom Sawyer - 1938: Of Human Hearts - 1938: Captain Kidd’s Treasure - 1937: The Bad Man of Brimstone - 1937: Розали / Rosalie - 1937: Манекен / Mannequin - 1937: Мария Валевская / Conquest - 1937: The Rainbow Pass - 1937: Светлячок / The Firefly | - 1937: Майские дни / Maytime - 1937: Man of the People - 1937: Благословенная земля / The Good Earth - 1936: За тонким человеком / After the Thin Man - 1936: Дама с камелиями / Camille - 1936: The Devil Is a Sissy - 1936: The Gorgeous Hussy - 1936: Ромео и Джульетта / Romeo and Juliet - 1936: Сан-Франциско / San Francisco - 1936: Master Will Shakespeare - 1936: Absolute Quiet - 1936: Провинциалка / Small Town Girl - 1936: Moonlight Murder - 1936: The Robin Hood of El Dorado - 1936: Жена против секретарши / Wife vs. Secretary - 1936: Роз-Мари / Rose Marie - 1935: Повесть о двух городах / A Tale of Two Cities - 1935: Ah, Wilderness! - 1935: Вечер в опере / A Night at the Opera - 1935: Мятеж на «Баунти» / Mutiny on the Bounty - 1935: I Live My Life - 1935: Анна Каренина / Anna Karenina - 1935: Here Comes the Band - 1935: Китайские моря / China Seas - 1935: Pursuit - 1935: Age of Indiscretion - 1935: Chasing Yesterday - 1935: Reckless - 1935: Капризная Мариетта / Naughty Marietta - 1935: Vanessa: Her Love Story - 1935: The Winning Ticket - 1935: Дэвид Копперфильд / The Personal History, Adventures, Experience & Observation of David Copperfield the Younger - 1935: The Night Is Young - 1935: Biography of a Bachelor Girl - 1934: Секвоя / Sequoia - 1934: Разрисованная вуаль / The Painted Veil - 1934: The Flame Song - 1934: Что знает каждая женщина / What Every Woman Knows - 1934: Весёлая вдова / The Merry Widow - 1934: Outcast Lady - 1934: The Spectacle Maker - 1934: Барреты с Уимпол-стрит / The Barretts of Wimpole Street - 1934: Цепи / Chained - 1934: Остров сокровищ / Treasure Island - 1934: Bachelor Bait - 1934: Смеющийся мальчик / Laughing Boy - 1934: Вива Вилья! / Viva Villa! - 1934: Riptide - 1934: Кот и скрипка / The Cat and the Fiddle - 1933: Королева Христина / Queen Christina - 1933: По дороге в Голливуд / Going Hollywood - 1933: Christopher Bean - 1933: Ночной полёт / Night Flight - 1933: Поверните время вспять / Turn Back the Clock - 1933: Варвар / The Barbarian - 1933: Белая монахиня / The White Sister - 1933: Живем сегодня / Today We Live - 1932: Распутин и императрица / Rasputin and the Empress - 1932: The Son-Daughter - 1932: Гранд-отель / Grand Hotel - 1931: The Cuban Love Song - 1931: The Man in Possession - 1931: The Prodigal - 1930: Madame Satan - 1930: Новолуние / New Moon - 1930: The Devil’s Cabaret - 1930: The Lottery Bride - 1930: Call of the Flesh - 1930: Golden Dawn - 1930: The Florodora Girl - 1930: Песня пламени / The Song of the Flame - 1930: In Gay Madrid - 1930: Песнь плуга / The Rogue Song - 1930: Montana Moon - 1929: Дьявол не любит ждать / Devil-May-Care - 1929: Поцелуй / The Kiss - 1927: Конец Санкт-Петербурга / The End of St. Petersburg |